# Viscount Guillamore

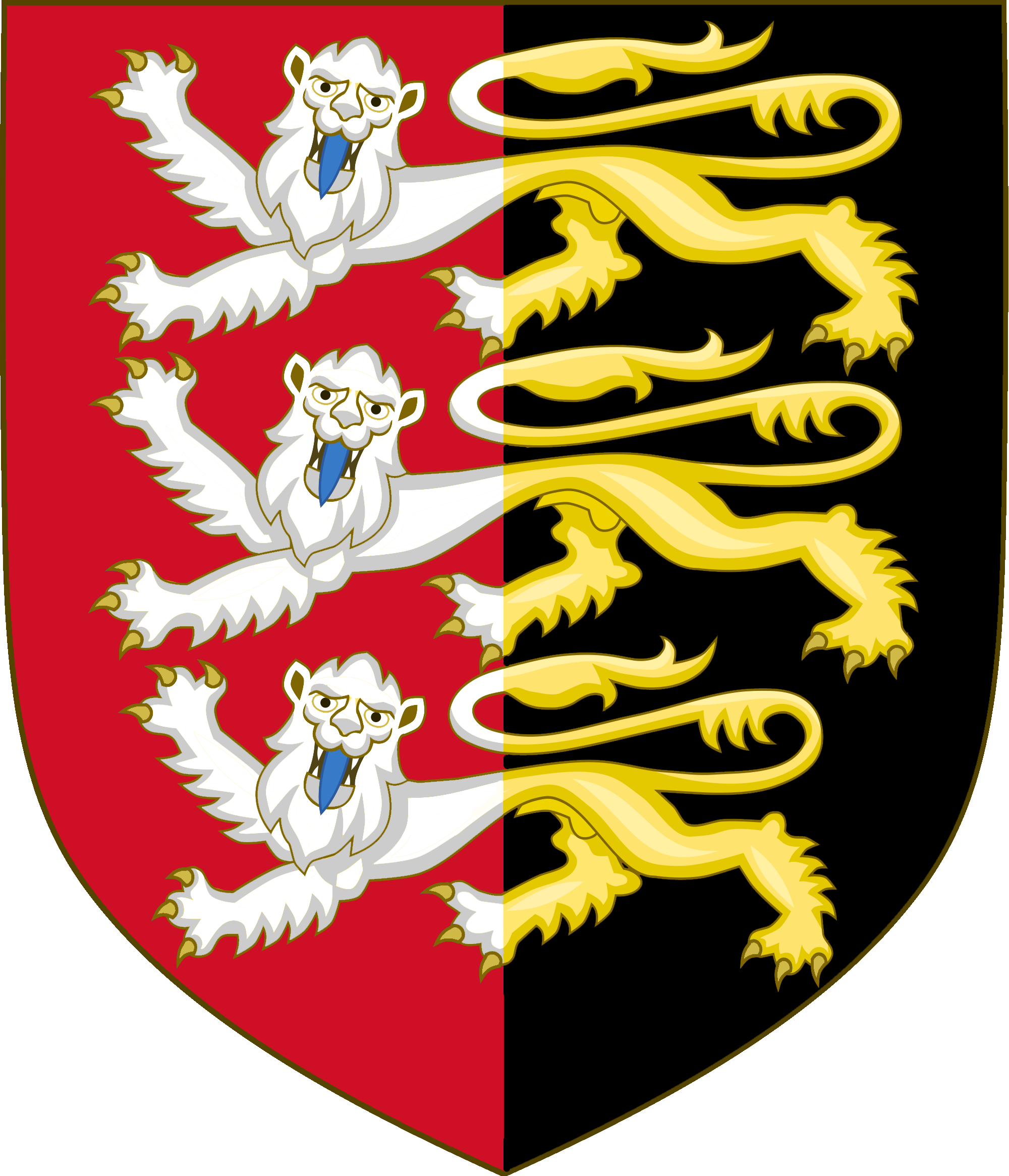
Wappen der Viscounts Guillamore

Viscount Guillamore, of Caher Guillamore in the County of Limerick, ist ein erblicher britischer Adelstitel in der Peerage of Ireland. Er bezieht sich auf das Townland Cahirguillamore (irisch Cathair an Ghiolla Mhóir). 
Der Titel wurde am 28. Januar 1831 an den ehemaligen Attorney-General for Ireland und Lord Chief Baron of the Exchequer for Ireland Standish O’Grady verliehen. Zusammen mit der Viscountwürde wurde ihm der nachgeordnete Titel Baron O’Grady, of Rockbarton in the County of Limerick, verliehen.
Beide Titel erloschen beim Tod seines Urenkels, des 9. Viscounts, am 15. Oktober 1955.

## Liste der Viscounts Guillamore (1831)
- Standish O’Grady, 1. Viscount Guillamore (1766–1840)
- Standish Darby O’Grady, 2. Viscount Guillamore (1792–1848)
- Standish O’Grady, 3. Viscount Guillamore (1832–1860)
- Paget Standish O’Grady, 4. Viscount Guillamore (1835–1877)
- Hardress Standish O’Grady, 5. Viscount Guillamore (1841–1918)
- Frederick Standish O’Grady, 6. Viscount Guillamore (1847–1927)
- Hugh Hamon Massy O’Grady, 7. Viscount Guillamore (1860–1930)
- Richard O’Grady, 8. Viscount Guillamore (1867–1943)
- Standish Bruce O’Grady, 9. Viscount Guillamore (1869–1955)